# قسطل البرج
قسطل البرج (به عربی: قسطل البرج) یک روستا در سوریه است که در ناحیه زیاره واقع شده‌است. قسطل البرج ۳۶ نفر جمعیت دارد.